# سینما در قزوین
سینما در قزوین قدمتی نزدیک به یک سده دارد. شهر قزوین به علت راه‌اندازی سینمای تابستانه در گراند هتل در سال ۱۳۱۰ و نیز داشتن مهمانخانه سلطنتی یکی از نخستین شهرهای ایران است که فیلم در آن اکران شده‌است. در حال حاضر دو سینما به نام‌های مهتاب و بهمن در شهر قزوین فعال است.

## تاریخچۀ سینما در قزوین
نخستین بار در قزوین در سال ۱۳۰۷ فیلم به نمایش درآمد. پس از آن در سال ۱۳۰۸ مقابل گراند هتل فیلم اکران شد. در این سال همچنین در مهمانخانه هتل پارس (معروف به سینما مایاک) فیلم به روی پرده رفت. در مدرسه ارامنه نیز گاهی فیلم نشان داده می‌شد که نام این محل را «سینما پاته» ذکر کرده‌اند. 
اولین سالن سینما در قزوین در سال ۱۳۱۰ در کنار گراند هتل به نام «سینما تابستانه ایران» ساخته شد. سینما ایران تا چند سال پیش از انقلاب بهمن ۱۳۵۷ فعال بود و در آن زمان به علت آتش‌سوزی متروک شد و در حال حاضر در مجموعه باغ فرهنگی قزوین قرار گرفته و در حال بازسازی است.
از دیگر سالن‌های نمایش در قزوین می‌توان به سالن نمایش شهرداری یا بلدیه اشاره کرد که در زمان قاجاریه ساخته شد و در زمینۀ اجرای برنامه‌های کنسرت و نمایش فعال بود.

## سینماهای کنونی قزوین
قزوین در حال حاضر دارای دو سینما به نام‌های مهتاب و بهمن است.

### سینما مهتاب
سینما مهتاب در اسفند ۱۳۴۰ توسط هوشنگ بصیری راد در خیابان طالقانی با ظرفیت ۳۰۰ نفر در دو طبقه ساخته شد. نام این سینما در اوایل انقلاب به سینما ارشاد تغییر داده‌شد، اما پس از بازسازی در سال ۱۳۸۷ بار دیگر نام قدیمی خود را بازیافت. سینما مهتاب در حال حاضر تحت مالکیت خصوصی است و دارای دو سالن نمایش فیلم است که مجموعاً ۲۷۳ نفر ظرفیت دارند.

### سینما بهمن
سینما بهمن قزوین در بلوار مدرس، روبروی بوستان ملت قرار دارد. این سینما دارای دو سالن مجزا در ظرفیت‌های ۲۰۰ و ۱۰۰ نفر است و تحت مالکیت حوزۀ هنری قزوین قرار دارد.

## فیلم کوتاه در قزوین
با فعال شدن انجمن سینمای جوان در سال ۱۳۶۵ و حمایت از آموزش و تولید فیلم کوتاه و تأسیس دفتر این انجمن در قزوین، در این شهر نیز همزمان با شهرهای دیگر ایران نسلی از فیلم‌سازان و هنرمندان در حوزه سینمای کوتاه فعالیت خود را آغاز کردند و جوایز ملی و بین‌المللی متعددی را در این رابطه کسب نمودند. دفتر انجمن سینمای جوان قزوین از جمله دفاتر پیشرو و موفق کشور بوده و هر ساله استعدادهایی را به بدنۀ سینمای ایران معرفی می کند.
برخی از سینماگران قزوین که در حوزه فیلم کوتاه فعال هستند: حسن لطفی، ابوالفضل سروش‌مهر، حمید نجفی راد، محمدرضا تیموری، عطا مجابی، امیررضا جلالیان، شهرام رحیمی، گل‌اندام صفری، محسن آقالر، محمد عاشقی، فرامرز طواف، رضا غیاث، ناصر جهان‌تیغ و ... 

در سینمای بلند حرفه‌ای نیز افراد نامداری اهل قزوین بوده‌اند از جمله: غلامحسین لطفی، منوچهر نوذری، زهره مجابی و...